# Neopsylla sasai
Neopsylla sasai är en loppart som beskrevs av Jameson et Kumada 1953. Neopsylla sasai ingår i släktet Neopsylla och familjen mullvadsloppor. Inga underarter finns listade i Catalogue of Life.